# Gyllne fält för vinden vajar
Gyllne fält för vinden vajar är en psalm med text skriven 1894 av John O Thompson och musik skriven 1894 av J B O Clemm. Texten översattes till svenska 1905. Texten bearbetades 1986 av Sven Larson.

## Publicerad i
- Psalmer och sånger 1987 som nr 462 under rubriken "Kyrkan och nådemedlen - Vittnesbörd - tjänst - mission".[2]
- Segertoner 1988 som nr 423 under rubriken "Den kristna gemenskapen - Vittnesbörd - tjänst - mission".[1]